# Hellenthal
Hellenthal este o localitate în districtul Euskirchen, landul Nordrhein-Westfalen, Germania.

## Așezare
Comuna este localitatea din partea cea mai sudică a landului Renania de Nord-Westfalia. În comparație cu alte regiuni din Eifel, în această zonă localitățile sunt amplasate mai des. Hellenthal a devenit mai cunoscut prin barajul Olef și parcul cu păsări răpitoare, care se află în apropiere, ca și mina Grube Wohlfahrt. În localitatea vecină Losheim, situată lângă granița cu Belgia, se află firma „EuroTechnica”, o firmă care produce trenulețe cu căi ferate în miniatură, iar firma „Krippana“ este renumită prin producerea obiectelor în miniatură în legătură cu nașterea lui Isus. În lunile de primăvară pe la mijlocul lui aprilie-mai, înfloresc milioane de narcise sălbatice în văile apropiate. O cale de drumeție interesantă este circuitul din jurul barajului cu apă potabilă Olef.

## Localități aparținătoare
| - - Aufbereitung I - Aufbereitung II - Büschem - Blumenthal - Bruch - Bungenberg - Dickerscheid - Dommersbach - Eichen - Felser - Giescheid - Grube Wohlfahrt - Hahnenberg - Haus-Eichen - Hecken - Heiden - Hescheld - Hönningen - Hollerath (regiune pentru sporturi de iarnă, lift pentru schiori) - Ingersberg | - - Kamberg - Kammerwald - Kehr (punctul cel mai sudic din NRW) - Kradenhövel - Kreuzberg - Losheim - Losheimergraben (punct de frontieră cu Belgia) - Linden - Manscheid - Miescheid - Miescheiderheide - Neuhaus - Oberdalmerscheid - Oberpreth - Oberreifferscheid - Oberschömbach - Paulushof - Pfeiffershof - Platiß - Ramscheid | - - Ramscheiderhöhe - Reifferscheid (anual turniere de cavaleri în Burg Reifferscheid) - Rescheid (mină pentru vizitatori) - Rodenbusch - Schnorrenberg - Schwalenbach - Sieberath - Udenbreth (Wintersportgebiet "Weißer Stein", telescaun) - Unterdalmerscheid - Unterpreth - Unterschömbach - Wahld - Wiesen - Wildenburg cu Burg Wildenburg (Eifel) - Winten - Wittscheid - Wolfert - Wollenberg - Zehnstelle - Zingscheid |

## Localități vecine
| - oras Monschau (Kreis Aachen) - oras Schleiden (Kreis Euskirchen) - comuna Kall (Kreis Euskirchen) - comuna Nettersheim (Kreis Euskirchen) - comuna Dahlem (Kreis Euskirchen) - localitatean Hallschlag, Ormont und Scheid (VBG Obere Kyll, Landkreis Vulkaneifel, RLP) - localitatea Roth bei Prüm (VBG Prüm, Eifelkreis Bitburg-Prüm, RLP) - comuna Büllingen (B) - comuna Bütgenbach (B) | \| Monschau \| Schleiden \| Kall \| \| Bütgenbach \| \| Nettersheim \| \| Büllingen \| Hallschlag, Ormont, Scheid, Roth \| Dahlem \| |             |
| Monschau | Schleiden | Kall        |
| Bütgenbach | | Nettersheim |
| Büllingen | Hallschlag, Ormont, Scheid, Roth | Dahlem      |